# Comox Lake
Comox Lake är en sjö i Kanada.   Den ligger i provinsen British Columbia, i den sydvästra delen av landet, 3 700 km väster om huvudstaden Ottawa. Comox Lake ligger 137 meter över havet. Arean är 21,0 kvadratkilometer. Den sträcker sig 10,5 kilometer i nord-sydlig riktning, och 9,8 kilometer i öst-västlig riktning.
I omgivningarna runt Comox Lake växer i huvudsak barrskog. Runt Comox Lake är det glesbefolkat, med 14 invånare per kvadratkilometer.